# Bezdead
Bezdead là một xã thuộc hạt Dâmbovița, România. Dân số thời điểm năm 2002 là 5128 người.